# ホスファン
ホスファン(英語: phosphane、羅Phosphanum) は、慣用名ホスフィン（英: phosphine）のIUPAC系統名。燐化水素（リンかすいそ、羅Hydrogenium phosphatum, Hydrogenii Phosphidum）、水素化燐 (すいそかリン、羅Phosphorus hydratus, Phosphori Hydridum)とも呼ばれる。
ホスファンは、PnHn+2という分子式で一般に表わされる鎖式飽和燐化水素の総称である。単結合のみからなる燐原子骨格と水素原子とのみからなるニクトゲン化水素である。この意味ではポリホスファンとも総称される。IUPAC命名法ではアザン同様に、燐原子数を数接頭辞としてホスファンに前置する。即ちモノホスファン、ジホスファン、トリホスファン…等と命名される。二重結合を含む場合はホスファンをホスフェンに変える、骨格はループを形成している場合はシクロを前置するなどアルカンと同様に命名すれば良い。
又、単にホスファン（或いはホスフィン）と言えば原子１つのモノホスファンを指す事が多い。これは分子式 PH3で表される分子量 34.00の無機化合物である（アンモニアの燐類縁体、詳細は「ホスフィン」参照）。これにプロトンが配位したカチオンPH4+をホスホニウムイオンという（アンモニウムイオンNH4+ の燐類縁体である。）。
一方、モノホスファンPH3 を母化合物とする有機化合物 R3P の総称でもある（アミンの燐類縁体、詳細は「有機リン化合物#ホスフィン」参照）。第一級、第二級、第三級アミンに対応し、モノホスファンに置換した数に応じて第一級、第二級、第三級ホスファンと称される。ホスホニウムの4つの水素全てが炭化水素基によって置換されてできたカチオンは第四級ホスホニウムと呼ばれる（第四級アンモニウムの燐類縁体）。分枝内にモノホスファン部位を2個、3個と有するものは、ビスホスファン、トリスホスファン…または、ジホスファン、トリホスファン…等と呼称される（ジアミン、トリアミンの燐類縁体である。）。（アザンとアミンに区別のないホスファンではジ、トリ…を用いると燐骨格の長さなのか、官能基の数なのか紛らわしい場合があり、この場合ビス、トリス…で示す事もできる。）
上記燐骨格は全てアザンに於ける窒素と同様、最も典型的な燐の原子価である−3価をとっている(δ3λ3)。これに対し−5価の化合物も知られ(δ5λ5)、λ5-ホスファン（λ5-phosphane、羅: λ5-phosphanum）はホスホランという慣用名を有する。